# Le Test (film, 1987)
Pour les articles homonymes, voir Test.
Pour plus de détails, voir Fiche technique et Distribution.
Le Test (Testet) est un film franco-suédois réalisé par Ann Zacharias et sorti en 1987.
C'est l'unique film réalisé, écrit et produit par l'actrice suédoise. Il est tourné en langue française.

## Synopsis
Inga a fait un test de grossesse qu'elle place sur la table devant elle en attendant le résultat. Elle en profite pour discuter avec Richard, son compagnon français, de la responsabilité qu'une parentalité ferait advenir dans leur couple. Richard évite de donner une réponse définitive au fait de savoir s'il assumerait l'éducation de l'enfant ou même s'il le reconnaîtrait. La discussion vire à la dispute alors que le test donne enfin le résultat.

## Fiche technique
Sauf indication contraire, les informations mentionnées dans cette section peuvent être confirmées par la base de données cinématographiques IMDb,  présente dans la section « Liens externes ».
- Titre original suédois : Testet[1]
- Titre français : Le Test[2]
- Réalisation : Ann Zacharias
- Scenario : Ann Zacharias
- Photographie :	Hans Schött
- Montage : Jean-Paul Vauban
- Musique : Eva Dahlgren
- Décors : Ann Zacharias
- Production : Ann Zacharias
- Société de production : Sandrew Film & Teater AB (sv), Stiftelsen Svenska Filminstitutet, AZ Production
- Pays de production :  Suède -  France
- Langue originale : français
- Format : Couleur par Fujicolor - 1,66:1 - Son mono - 35 mm
- Durée : 101 minutes (1 h 1[1])
- Genre : Drame conjugal[2]
- Dates de sortie :
  - Suède : 28 mars 1987
  - France : 5 octobre 1988[2]

## Distribution
- Ann Zacharias : Inga
- Jean-François Garreaud : Richard
- Bo Brundin (sv) : L'homme dans la rue

## Production
C'est une production à petit budget : le coût n'est estimé qu'à un tiers de ce qu'un film suédois coûtait normalement à l'époque. La production est parvenue à garder un budget limité en tournant avec une petite équipe dans un appartement d'Östermalm à Stockholm. La productrice était Zacharias elle-même et le tournage a eu lieu d'août à septembre 1986. La première du film s'est déroulée le 28 mars 1987 au cinéma Grand à Stockholm. Il dure 101 minutes et les dialogues ont été tourné en français.

## Accueil
Le film a reçu un accueil mitigé de la part des critiques.